# Steffi Hentschel
Steffi Hentschel (* 1948 als Steffi Drescher) ist eine ehemalige deutsche Hockeyspielerin, die 1976 Weltmeisterin war.
Steffi Drescher kam mit ihren Eltern 1960 nach Berlin und schloss sich dort der Hockeyabteilung im SC Charlottenburg an. Ab 1962 spielte sie in den Jugendauswahlmannschaften Berlins. Am 10. März 1966 debütierte sie in der Nationalmannschaft. Bis Mai 1977 absolvierte sie 81 Länderspiele, davon zehn in der Halle.
1971 gewann sie mit der deutschen Mannschaft die Silbermedaille bei der inoffiziellen Weltmeisterschaft in Auckland. Bei der ersten offiziellen Weltmeisterschaft 1974 in Frankreich unterlag Steffi Drescher mit der deutschen Mannschaft im Halbfinale der niederländischen Mannschaft. Im Spiel um die Bronzemedaille gewannen die Deutschen gegen die Inderinnen mit 2:0. 1975 fand ebenfalls in Frankreich die erste Hallenhockey-Europameisterschaft statt. Die deutsche Mannschaft gewann den Titel ungeschlagen. Im Jahr darauf fand in Berlin die Weltmeisterschaft 1976 statt. Die deutsche Mannschaft bezwang im Halbfinale die Belgierinnen mit 3:1. Im Finale siegten die Deutschen mit 2:0 gegen die argentinische Mannschaft. Ihren letzten internationalen Titel gewann Steffi Drescher bei der Hallenhockey-Europameisterschaft 1977 in Brüssel.
Steffi Hentschel bleib auch nach ihrer Heirat im SC Charlottenburg aktiv und half noch jahrelang in der ersten Mannschaft aus. 1986 wurde sie zusammen mit ihrem Vater Rudolf Drescher Ehrenmitglied des SC Charlottenburg.
Steffi Hentschel ist die Mutter der Hockeynationalspieler Tobias und Oliver Hentschel.